# La Cantolla
La Cantolla es una localidad del municipio cántabro de Miera, en España. Tenía en 2008 una población de 94 habitantes (INE). Se encuentra a 280 m s. n. m. y dista 3,5 kilómetros de La Cárcoba, capital municipal.
- Datos: Q5962669
- Multimedia: La Cantolla / Q5962669